# Jean Clair

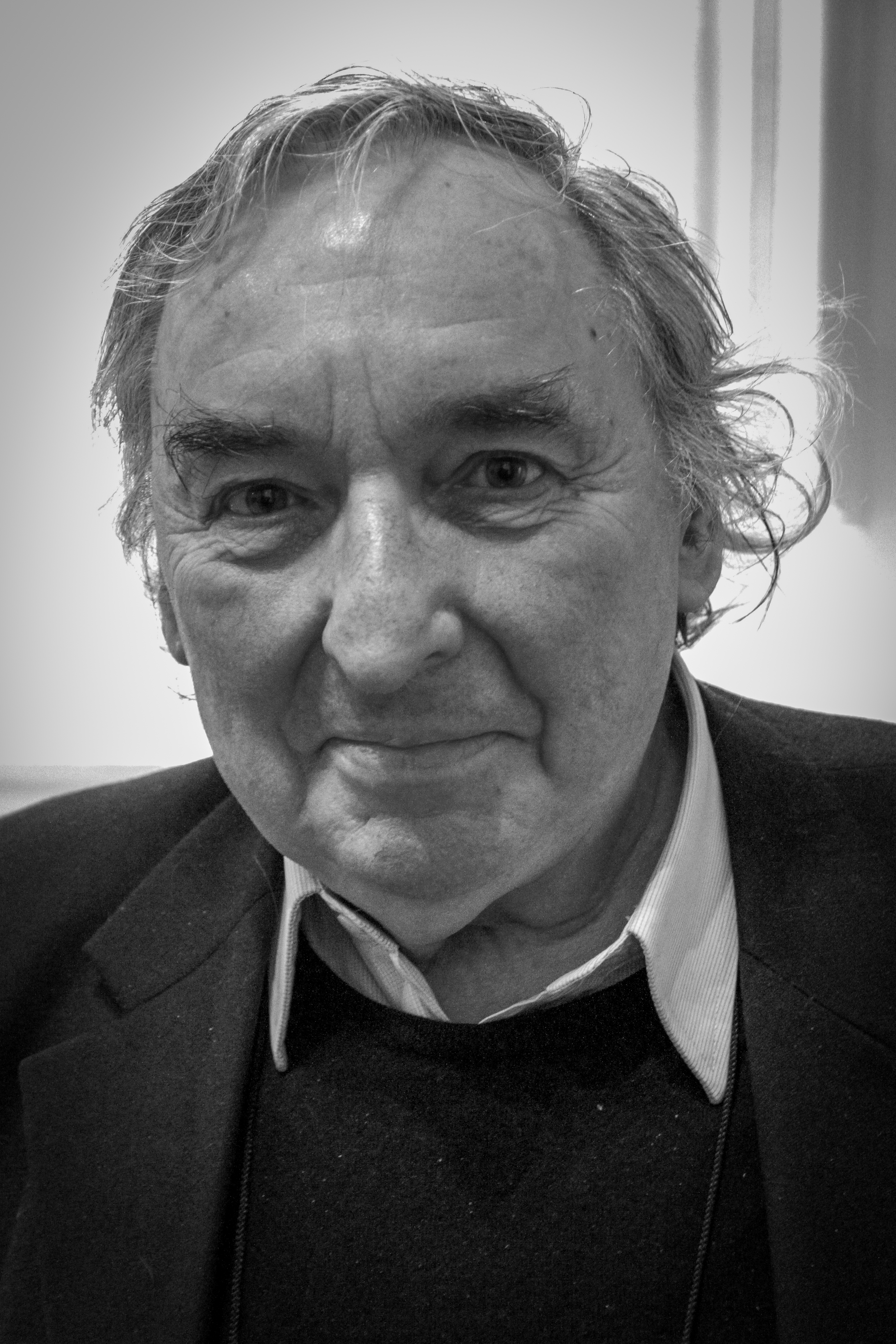
Jean Clair (2013)

Jean Clair (* 20. Oktober 1940 in Paris als Gérard Régnier) ist ein französischer Kunsthistoriker, Museumsleiter und Autor. Er war Leiter der Biennale in Venedig 1995 und Direktor des Musée Picasso.

## Leben
Jean Clair wurde 1940 als Sohn einer Bauernfamilie im 6. Arrondissement von Paris geboren. Er besuchte das Lycée Jacques-Decour und das Lycée Carnot. Nach dem Baccalauréat absolvierte er dann ein zweijähriges Vorbereitungsstudium des Lycée Henri IV für die Aufnahmeprüfung an den Grandes Écoles.
Er studierte anschließend an der Sorbonne Philosophie bei Jean Grenier und Kunstgeschichte bei André Chastel und promovierte dann am Fogg Art Museum der Harvard University. Jean Clair schrieb dann als Literatur- und Kunstkritiker für die Nouvelle Revue Française. Im Alter von 22 Jahren nahm er 1962 das Pseudonym Jean Clair an, um seinen ersten Roman zu veröffentlichen.
1966 bestand Clair die Aufnahmeprüfung für Museumskonservatoren bei den Musées de France und war dann konservatorischer Assistent bis 1969. Dann arbeitete er zehn Jahre lang als Konservator am Musée National d’Art Moderne und anschließend von 1980 bis 1989 in der Grafik-Abteilung des Centre Georges Pompidou. 1889 berief man ihn zum leitenden Konservator des französischen Kulturerbes. Bis 2005 leitete er außerdem das Musée Picasso. Clair war Kurator bedeutender nationaler Ausstellungen wie der Eröffnungsausstellung des Centre Pompidou zu Marcel Duchamp (1977), zur gegenständlichen Kunst (1980), zu Balthus und Sam Szafran. 1995 war er künstlerischer Leiter der Biennale in Venedig.
Clair war zwischen 1970 und 1975 Chefredakteur der Kunstzeitschrift Chroniques de l’art vivant Außerdem gründete er die Cahiers du musée d’Art moderne, deren Herausgeber er von 1978 bis 1986 war. Von 1977 und 1980 unterrichtete er als Professor für Kunstgeschichte an der École du Louvre.
Jean Clair wurde 2008 auf den 39. Fauteuil der Académie française gewählt. Er ist seit 2010 Mitglied der Académie du Morvan.

## Ehrungen und Auszeichnungen
- 1988: Preisträger der Fritz-Winter-Stiftung
- 1992: Prix Psyché
- 1993: Medaille für Kunstgeschichte der Académie d’architecture
- 2008: Offizierskreuz des Ordre national du Mérite[6]
- Komtur des Ordre des Arts et des Lettres
- 1998: Ritter der Ehrenlegion, seit 2012 Offizier der Ehrenlegion

## Werke
- Les Chemins détournés. Gallimard, Paris, 1962
- Marcel Duchamp ou le Grand Fictif. Galilée, Paris, 1975
- Michel Butor, Suzanne Houbart-Wilkin: Delvaux : catalogue de l'œuvre peint. Société nouvelle d'éditions internationales, Brüssel, 1975
- Considérations sur l'état des Beaux-Arts. Gallimard, Paris, 1983
- Méduse. Contribution à une anthropologie des arts du visuel. Gallimard, Paris, 1989
- Le Voyageur égoïste. Plon, Paris, 1989
- Onze chansons puériles. Editions l’Echoppe, Paris, 1991
- Le Nez de Giacometti. Gallimard, Paris, 1992
- Les Métamorphoses d’Eros. Réunion des musées nationaux, Paris, 1996
- Sam Szafran. Skira, Paris, 1996
- La Responsabilité de l’artiste. Gallimard, Paris, 1997
- Virginie Monnier: Balthus, Catalogue raisonné de l'œuvre complet. Gallimard, Paris, 1999
- La Barbarie ordinaire. Music à Dachau. Gallimard, Paris, 2001
- Court traité des sensations. Gallimard, Paris, 2002
- Du surréalisme considéré dans ses rapports au totalitarisme et aux tables tournantes. Mille et Une Nuits, Paris, 2003
- Journal atrabilaire. Gallimard, Paris, 2006
- Malaise dans les musées. Flammarion, Paris, 2007
- Lait noir de l’aube. Gallimard, Paris, 2007
- Autoportrait au visage absent. Gallimard, Paris, 2008
- La Tourterelle et le Chat-huant. Gallimard, Paris, 2009
- Charles Juliet, Ida Barbarigo: Zoran Music : Apprendre à regarder la mort comme un soleil. Somogy, Paris, 2009
- L’Hiver de la culture. Flammarion, Paris, 2011
- Dialogue avec les morts. Gallimard, Paris, 2011
- Hubris. Gallimard, Paris, 2012
- Le Temps des avant-gardes. Chroniques d’art 1968–1978. La Différence, Paris, 2012
- Les Derniers Jours. Gallimard, Paris, 2013